# Комсомольськ (Горлівка)
48°20′28″ пн. ш. 37°58′20″ сх. д. / 48.34111° пн. ш. 37.97222° сх. д.Комсомольськ — колишнє місто Донецької області, що стало складовою частиною Горлівки. Знаходилося на заході теперішнього міста Горлівка. Нині — у складі Микитівського району Горлівки. Тепер на території колишнього Комсомольська розташовані горлівські місцевості: Ртутне, Бесарабка й П'ята Шахта.

## Історія
1930 року шахта «Марія» перейменовується на шахту «Комсомолець». Одночасно шахтарське поселення при рудні також перейменовується на Комсомолець.
У 1938 році поселення Комсомолець разом з иншими поселеннями (у тім числі й Микитівкою та Калініна) віднесено до розряду міст з присвоєнням найменування Комсомольськ. До нього увійшли шахти «Комсомолець», №19-№20, коксохімічний завод та Микитівський ртутний комбінат. Станом на 1939 рік населення міста склало 29097 осіб.
1941 (фактично 1944) року Комсомольськ увійшов до складу Микитівського району Горлівки.